# The Christmas Burglars
The Christmas Burglars é um filme mudo de curta metragem estadunidense, do gênero dramático, lançado em 1908, escrito e dirigido por D. W. Griffith.

## Elenco
- Florence Lawrence
- Adele DeGarde
- Charles Inslee
- John R. Cumpson
- Gladys Egan
- George Gebhardt
- Arthur V. Johnson
- Marion Leonard
- Jeanie Macpherson
- Tom Moore
- Mack Sennett
- Harry Solter
- Charles West